# إيفالدو سيلفا
إيفالدو سيلفا هو لاعب كرة قدم برازيلي في مركز الدفاع، ولد في 17 أغسطس 1974 في بارا مانسا في البرازيل. لعب مع Persijap Jepara ‏.